# Liste des constructeurs français de Formule 1
Quatorze constructeurs français de Formule 1 ont conçu des châssis répondant aux normes de la Formule 1 et destinés à participer aux compétitions. Des monoplaces Talbot-Lago et Simca-Gordini ont participé au championnat du monde des pilotes dès sa création, en 1950. La coupe pour les constructeurs est apparue en 1958 et le championnat du monde des constructeurs de Formule 1 est apparu en 1982.  
Deux constructeurs français ont remporté le championnat du monde, Matra, en 1969, avec un moteur Ford Cosworth, et Renault, en 2005 et 2006, avec ses propres moteurs. 
Le premier constructeur de châssis français, équipé d'un moteur français, Matra V12, à remporter un Grand Prix aux mains d'un pilote français, Jacques Laffite, fut Ligier au Grand Prix de Suède 1977.  

## Liste alphabétique des constructeurs français de Formule 1

### AGS
Les Automobiles Gonfaronnaises Sportives, fondées par le pilote amateur Henri Julien, ont produit des Formule Renault puis des Formule 2 et des Formule 1. L'écurie a disputé 47 Grands Prix entre 1986 et 1991 ; elle a inscrit un total de deux points et la meilleure qualification décrochée par l'une de ses monoplaces est une 10e place.  
- 1986 : JH21C (Motori Moderni V6 turbocompressé, 1,5 litre), 15e du championnat du monde des constructeurs.
- 1987 : JH22 (Ford-Cosworth V8 DFZ 3,5 litres), 12e du championnat des constructeurs (Roberto Moreno).
- 1988 : JH22 et JH23 (Ford-Cosworth V8 DFZ 3,5 litres), 13e du championnat des constructeurs.
- 1989 : JH23B (Ford-Cosworth V8 DFZ 3,5 litres), 15e du championnat des constructeurs (Gabriele Tarquini).
- 1990 : JH24 et JH25 (Ford-Cosworth V8 DFZ 3,5 litres), 14e du championnat des constructeurs.
- 1991 : JH25, JH25B et JH27 (Ford-Cosworth V8 DFR 3,5 litres), 15e du championnat des constructeurs.

L'écurie AGS était localisé à Gonfaron, dans le Var. En 1989, elle devient la propriété de Cyril de Rouvre qui l'associe à l'écurie Oreca ; Hugues de Chaunac en devient directeur sportif. En 1991, deux hommes d'affaires italiens, Patrizio Cantù et Gabriele Raffanelli rachètent l'équipe qui quitte la Formule 1 à la fin de la saison. 

### Bugatti

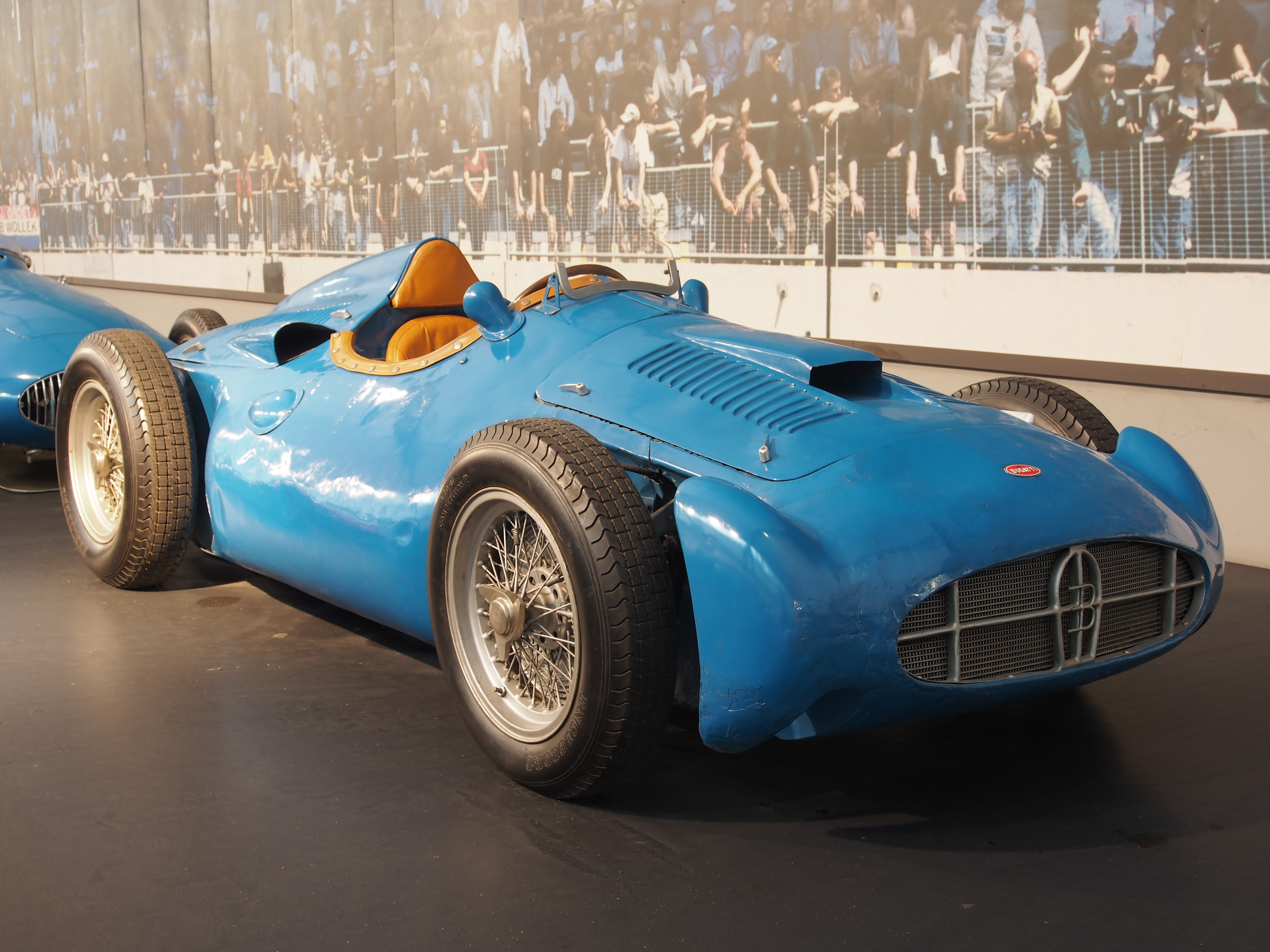
Bugatti T251.

Le constructeur automobile Bugatti, qui s'est illustré en Grands Prix avant la Seconde Guerre mondiale a créé une seule monoplace de Formule 1, la Bugatti T251 qui n'a disputé qu'une seule course. Maurice Trintignant, qualifié dix-huitième sur vingt partants au Grand Prix automobile de France 1956, abandonne après dix-huit tours sur panne d'accélérateur.
- 1956 : T251 (8 cylindres en ligne 2,5 litres)[3].

### Centre d'étude technique de l’automobile et du cycle

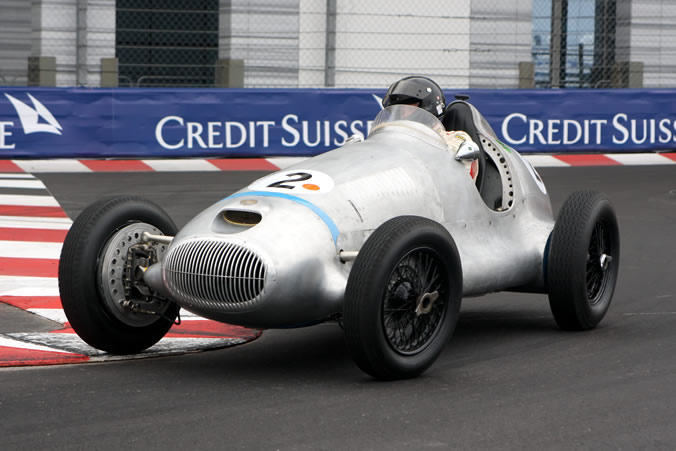
CTA Arsenal en démonstration à Monaco en 2010

Le Centre d'étude technique de l'automobile et du cycle (Union technique de l'automobile, du motocycle et du cycle à partir de 2001) conçoit, en 1946, la monoplace CTA-Arsenal fabriquée par l'Arsenal d’État de Châtillon. Elle devait être la « monoplace nationale » française qui s'opposerait aux Alfa Romeo lors des courses futures. Le projet fut abandonné au vu des résultats lors des tests, de la première course, en 1947, et de la seconde, en 1949,,. 

### Gordini

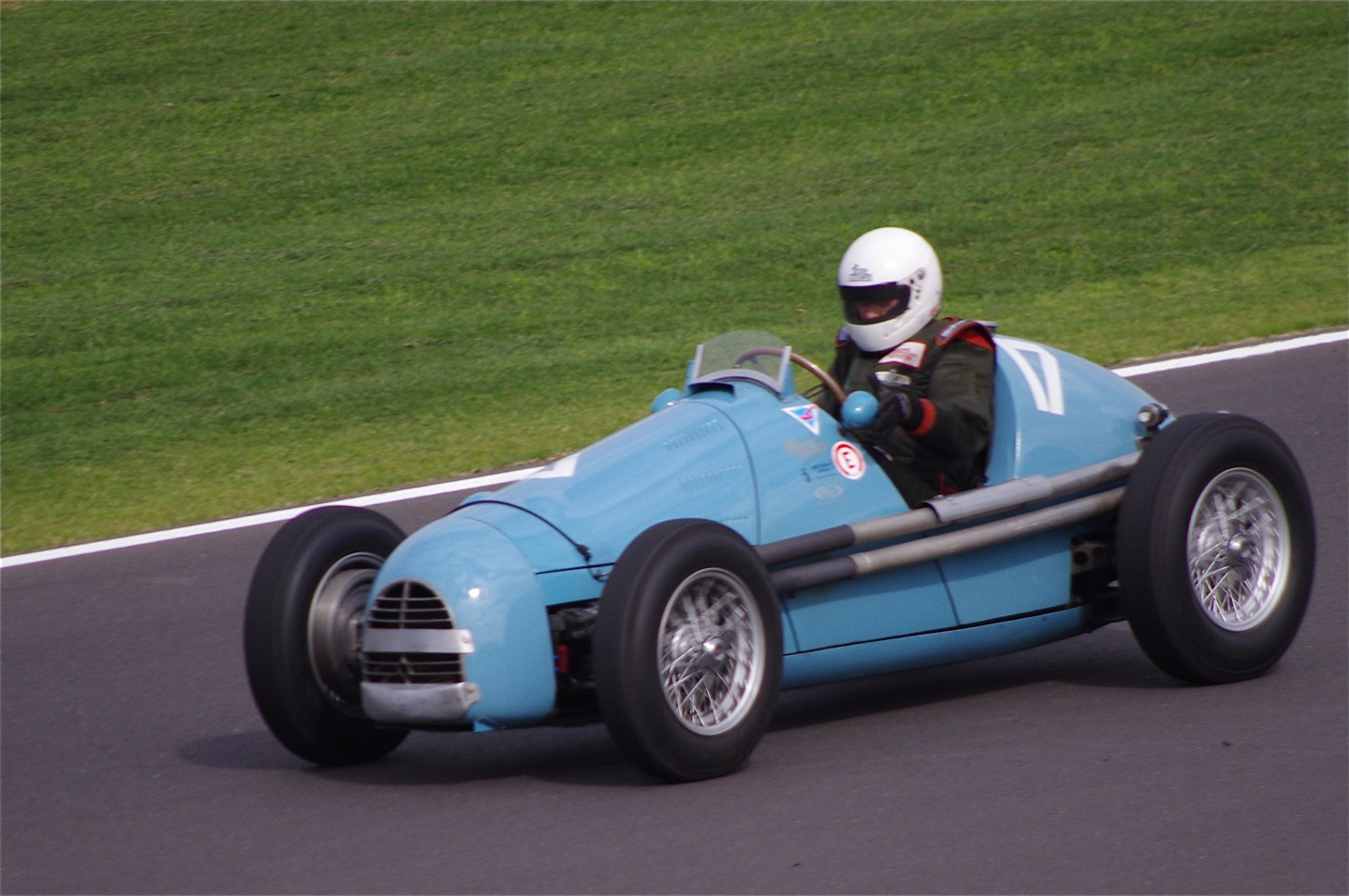
Gordini T16.

Le constructeur de voitures de course Gordini, fondé par le préparateur Amédée Gordini, après sa rupture avec Simca en 1951, a disputé cinq saisons de Formule 1. En 33 Grands Prix, Gordini a obtenu deux podiums (en 1952 : Jean Behra en Suisse et Robert Manzon à Spa) et un meilleur tour en course (Jean Behra en Grande-Bretagne en 1954). 
- 1952 : Gordini T16 et Gordini T16S (6 cylindres en ligne, 2 litres), Robert Manzon, Jean Behra, Maurice Trintignant dans les points.
- 1953 : Gordini T16,   Maurice Trintignant dans les points
- 1954 : Gordini T16 (6 cylindres en ligne, 2,5 litres), André Pilette, Elie Bayol et Jean Behra dans les points.
- 1955 : Gordini T16 et Gordini T32 (8 cylindres en ligne, 3 litres).
- 1956 : Gordini T16 et Gordini T32, Hermano da Silva Ramos dans les points[9].

### Larrousse
L'écurie Larrousse, fondée par le pilote Gérard Larrousse et Didier Calmels, a utilisé à ses débuts des châssis Lola Cars (développés par Gérard Ducarouge), s'est ensuite associée à Venturi Automobiles en 1992, puis a conçu ses propres châssis à partir de 1993. En tant que constructeur, Larrousse a participé à 32 Grands Prix de Formule 1 et inscrit 5 points en championnat du monde.  
- 1993 : Larrousse LH93 (Lamborghini V12 3,5 litres)[11], 11e du championnat des constructeurs (Philippe Alliot, Erik Comas)[12].
- 1994 : Larrousse LH94 (Ford Cosworth V8 3,5 litres), 11e du championnat des constructeurs (Erik Comas)[13].
- 1995 : Larrousse LH95 (Ford Cosworth DFV V8 3 litres), forfait[14].

De 1992 à 1994, la conception et la réalisation des châssis est sous la responsabilité de Michel Tétu.
L'écurie était localisée à Signes, dans le Var, près du Circuit du Castellet, elle a ensuite ouvert un bureau d'étude en Grande-Bretagne. Le constructeur français de voitures de sport Venturi en prend le contrôle financier pour une saison en 1992, avant que Gérard Larrousse ne redevienne actionnaire principal jusqu'en 1995. 

### Ligier

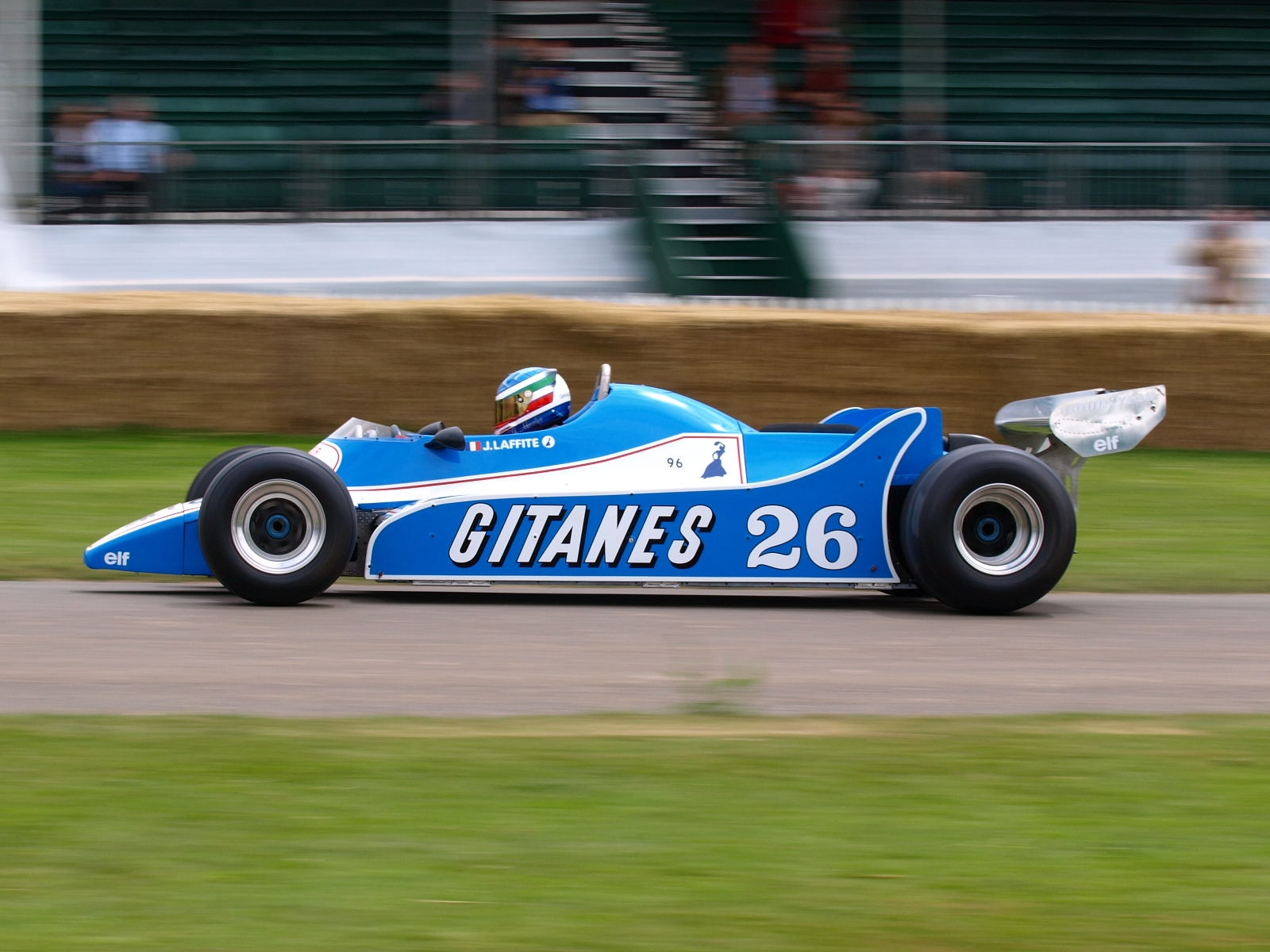
Ligier JS11, deuxième du championnat du monde constructeurs en 1980

Le constructeur automobile Ligier, fondé en 1969 par Guy Ligier, un ancien pilote de Formule 1, a aligné ses voitures dans cette discipline de 1976 à 1996. 
De 1976 à 1981, Gérard Ducarouge conçoit les châssis des Ligier JS5, JS7, JS9, JS11 et JS17 ;  de 1991 à 1994, il conçoit les JS35, JS37 et JS39, Michel Tétu concevant les JS27, JS29 et JS31 de 1986 à 1988. En 1996, André de Cortanze est directeur technique. 
- 1976 : JS5 (Matra V12 3 litres), 6e du championnat du monde des constructeurs (Jacques Laffite).
- 1977 : JS7 (Matra V12 3 litres), 8e du championnat du monde des constructeurs (Jacques Laffite).
- 1978 : JS9 (Matra V12 3 litres) 6e du championnat du monde des constructeurs (Jacques Laffite).
- 1979 : JS11 (Ford Cosworth V8 3 litres), 3e du championnat du monde des constructeurs (Jacques Laffite, Patrick Depailler, Jacky Ickx).
- 1980 : JS11/15 (Ford Cosworth V8 3 litres), 2e du championnat du monde des constructeurs (Jacques Laffite, Didier Pironi).
- 1981 : JS17 (Matra V12 3 litres), 4e du championnat du monde des constructeurs (Jacques Laffite et Patrick Tambay).
- 1982 : JS17, JS17B et JS19 (Matra V12 3 litres), 8e du championnat du monde des constructeurs (Eddie Cheever et Jacques Laffite).
- 1983 : JS21 Ford Cosworth V8 3 litres DFY), 14e du championnat des constructeurs.
- 1984 : JS23 et JS23B (Renault  V6 turbocompressé 1,5 litre), 9e du championnat du monde des constructeurs (Andrea De Cesaris).
- 1985 : JS25 (Renault  V6 turbocompressé 1,5 litre), 6e du championnat du monde des constructeurs (Jacques Laffite, Philippe Streiff et Andrea De Cesaris).
- 1986 : JS27 (Renault  V6 turbocompressé 1,5 litre), 5e du championnat du monde des constructeurs (Jacques Laffite, René Arnoux, Philippe Alliot).
- 1987 : JS29, JS29B et JS29C (Megatron 4 cylindres en ligne turbocompressé 1,5 litre), 11e du championnat du monde des constructeurs (René Arnoux).
- 1988 : JS31 (Judd CV V8 3,5 litres), 15e du championnat des constructeurs.
- 1989 : JS33 (Ford Cosworth DFZ V8 3,5 litres), 14e du championnat du monde des constructeurs (René Arnoux, Olivier Grouillard).
- 1990 : JS33B (Lamborghini V12 3,5 litres), 11e du championnat des constructeurs.
- 1991 : JS35 et JS35B (Lamborghini V12 3,5 litres), 13e du championnat des constructeurs.
- 1992 : JS37 (Renault V10 3,5 litres), 8e du championnat du monde des constructeurs (Erik Comas, Thierry Boutsen).
- 1993 : JS39 (Renault V10 3,5 litres), 5e du championnat du monde des constructeurs (Martin Brundle, Mark Blundell).
- 1994 : JS39B (Renault V10 3,5 litres), 6e du championnat du monde des constructeurs (Olivier Panis, Éric Bernard).
- 1995 : JS41 (Mugen-Honda V10 3,5 litres), 5e du championnat du monde des constructeurs (Olivier Panis, Martin Brundle, Aguri Suzuki).
- 1996 : JS43 (Mugen-Honda V10 3 litres), 6e du championnat du monde des constructeurs (Olivier Panis, Pedro Diniz).

Après avoir résidé à Vichy, l'écurie Ligier rejoint Magny-Cours en 1991. Rachetée en 1992 par Cyril de Rouvre puis, en 1996, par Flavio Briatore qui souhaitait récupérer l'accord de motorisation signé avec Renault Sport, l'équipe est finalement reprise par Alain Prost en 1997 et rebaptisée Prost Grand Prix. 

### Martini
Le constructeur de voitures de course Automobiles Martini, fondé par Renato Tico Martini et basé à Magny-Cours, a réalisé, en 1978, une monoplace de Formule 1, la MK23 (Les monoplaces portent l'appellation « MK » pour « Martini-Knight », du nom des frères Knight qui créèrent l'école de pilotage Winfield, révélant  notamment Alain Prost et Bernard Béguin). Elle était pilotée en Grand Prix par René Arnoux qui se qualifia à quatre reprises.
- 1978 : MK23 (Ford Cosworth V8 3 litres), 16e au championnat du monde des constructeurs.

### Matra

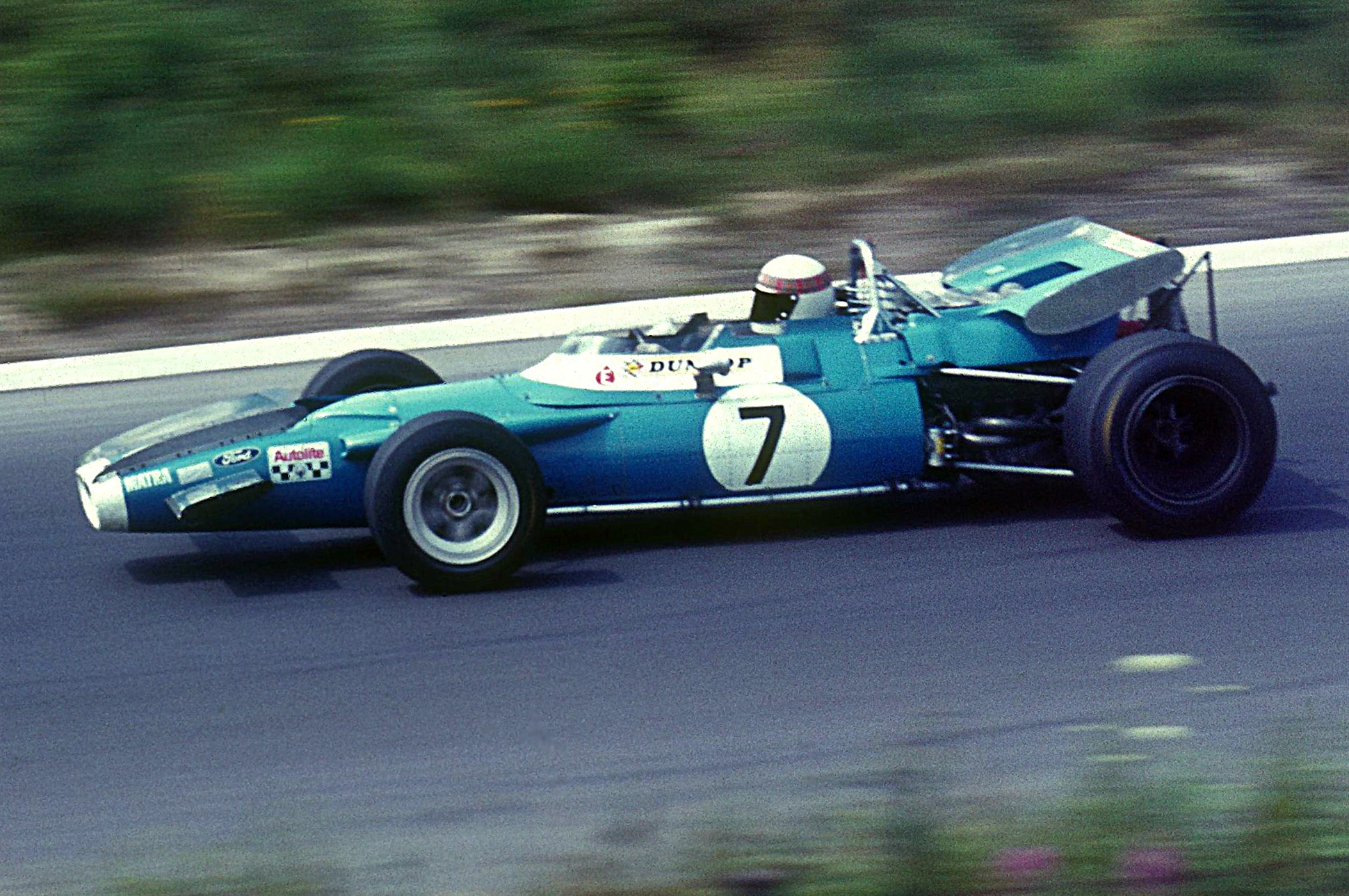
Matra MS80, la première voiture française championne du monde, en 1969.

Le constructeur automobile Matra Automobiles (propriété du groupe industriel Matra), impliqué en compétition par sa branche sportive Matra Sports, entre en Formule 1 en 1967 et devient champion du monde des constructeurs en 1969, grâce à Jackie Stewart (également sacré champion du monde), au volant d'une Matra MS80 propulsée par le moteur V8 Cosworth. L'écurie poursuit en Formule 1 jusqu'en 1972 avec une motorisation Matra. 
Gérard Ducarouge et Bernard Boyer sont à l'origine des châssis des monoplaces Matra. 
- 1967 : Matra : MS5 et MS7 (Ford Cosworth FVA 4 cylindres en ligne, 1,6 litre), 14e du championnat des constructeurs.
- 1967 : Ford-France, MS5 (Ford Cosworth FVA 4 cylindres en ligne, 1,6 litre), non classé.
- 1968 : Tyrrell : MS9 et MS10 (Ford Cosworth DFV V8 3 litres), 3e du championnat des constructeurs (Jackie Stewart, Jean-Pierre Beltoise, Johnny Servoz-Gavin) ,
- 1968 : Matra : MS7 (Ford Cosworth FVA 4 cylindres en ligne, 1,6 litre), non classé et MS11 (Matra V12, 3 litres), 9e du championnat des constructeurs (Jean-Pierre Beltoise)
- 1969 : Tyrrell :MS10, MS80 et MS84 (Ford Cosworth DFV V8 3 litres), champion des constructeurs (Jackie Stewart, Jean-Pierre Beltoise et Johnny Servoz-Gavin)
- 1969 : Matra : MS7 (Ford Cosworth FVA 4 cylindres en ligne, 1,6 litre), non classé.
- 1970 : Matra : MS120 (Matra V12, 3 litres), 6e du championnat des constructeurs (Jean-Pierre Beltoise et Henri Pescarolo)
- 1971 : Matra : MS120B (Matra V12, 3 litres), 7e du championnat des constructeurs (Chris Amon et Jean-Pierre Beltoise)
- 1972 : Matra : MS120C et MS120D  (Matra V12, 3 litres), 8e du championnat des constructeurs (Chris Amon).

### Prost

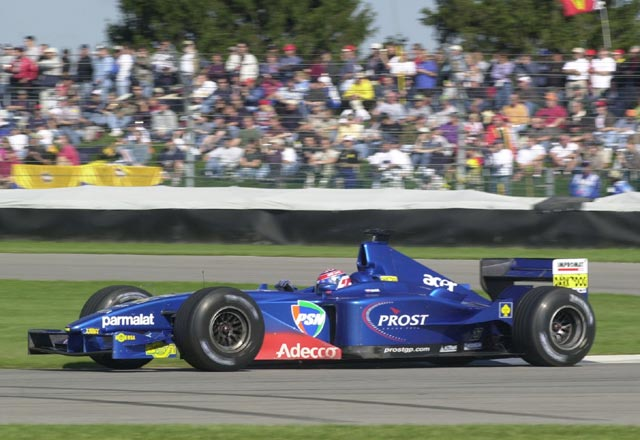
Prost AP04

Prost Grand Prix est une ancienne écurie de Formule 1 française et un ancien constructeur, fondés et dirigés par Alain Prost de 1997 (après le rachat de l'écurie Ligier) jusqu'à la faillite de l'entreprise en fin d'année 2001. Prost Grand Prix a disputé 83 Grands Prix de Formule 1 et inscrit 35 points au championnat du monde des constructeurs. Les Prost ont également obtenu 3 podiums et parcouru 37 tours (soit 160 km) en tête de Grands Prix.
Bernard Dudot assure la direction technique de l'écurie jusqu'en 1999. Loïc Bigois participe à la conception et au développement aérodynamique des châssis.  
- 1997 : JS45 (Mugen-Honda V10, 3 litres), 6e du championnat des constructeurs (Olivier Panis, Jarno Trulli, Shinji Nakano)[17].
- 1998 : AP01 (Peugeot V10, 3 litres), 9e du championnat des constructeurs (Jarno Trulli)[18].
- 1999 : AP02 (Peugeot V10, 3 litres)[19], 7e du championnat des constructeurs (Jarno Trulli, Olivier Panis)[20].
- 2000 : AP03 (Peugeot V10, 3 litres), 11e du championnat des constructeurs[21].
- 2001 : AP04 (Acer V10, 3 litres), 9e du championnat des constructeurs (Jean Alesi)[22].

L'écurie était d'abord établie à Magny-Cours, puis à Guyancourt, dans les Yvelines. 

### Renault

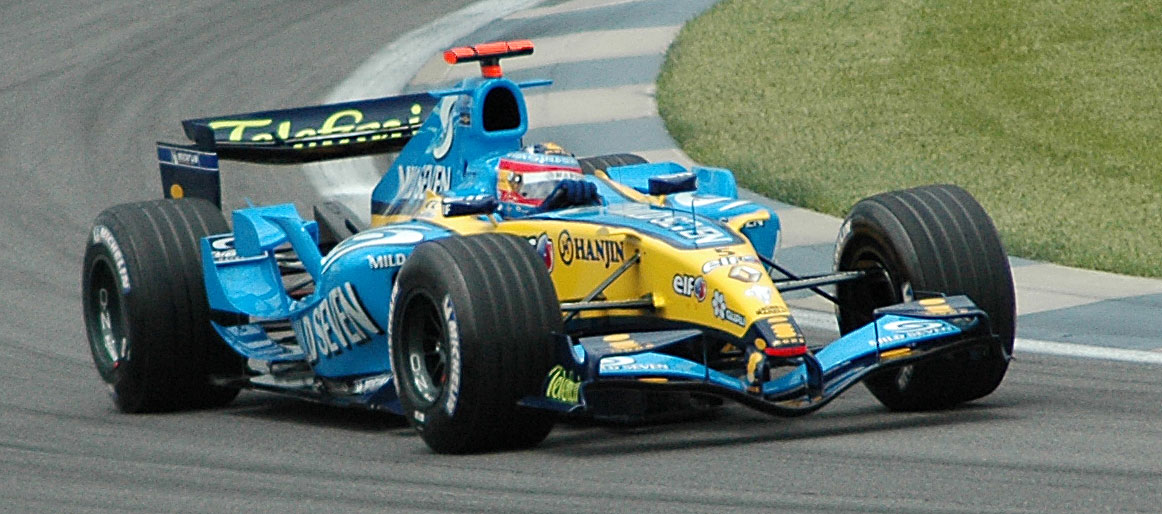
Renault R25, championne du monde constructeurs en 2005

Le constructeur automobile Renault débute en Formule 1 en 1977 par l'intermédiaire de son écurie Renault F1 Team, dirigée par Gérard Larrousse et partie intégrante de son département compétition Renault Sport (issu de la fusion de Gordini et d'Alpine). 
En 1977 et 1978, la conception et la construction des châssis s'effectuent à Fleury-Mérogis sous la responsabilité de François Castaing, avec l'apport d'une équipe d'ingénieurs dont André de Cortanze. De 1979 à 1984, cette responsabilité revient à Michel Tétu.  
Renault se retire du championnat du monde des constructeurs fin 1985, préférant s'en tenir au rôle de motoriste, et fait son retour en tant que constructeur de châssis en 2002, après le rachat de l'écurie Benetton Formula intervenu deux ans plus tôt. Ce retour est marqué par deux titres mondiaux des constructeurs en 2005 et 2006 ainsi que par les deux titres de champion du monde des pilotes de Fernando Alonso. 
À partir de 2009, le fonds d'investissement Genii Capital devient coactionnaire de l'écurie avec le rachat d'une partie des parts du constructeur automobile français Renault. Fin 2010, Genii Capital devient le propriétaire unique de l'écurie après le rachat des dernières parts de Renault et la dénomination commerciale de l'écurie est Lotus Renault GP. À partir de 2012, Genii Capital s'inscrit en championnat sous la dénomination Lotus F1 Team et produit ses propres châssis.
Le 4 décembre 2015, Carlos Ghosn, le PDG de Renault, annonce le rachat de Lotus F1 Team et redevient constructeur de Formule 1 à partir de la saison 2016. Cette information est juridiquement confirmée le 18 décembre par un communiqué du groupe automobile français. Le 3 février 2016, lors d'une conférence de presse, le châssis RS 16 et le moteur RE 16 de la saison 2016 sont dévoilés.

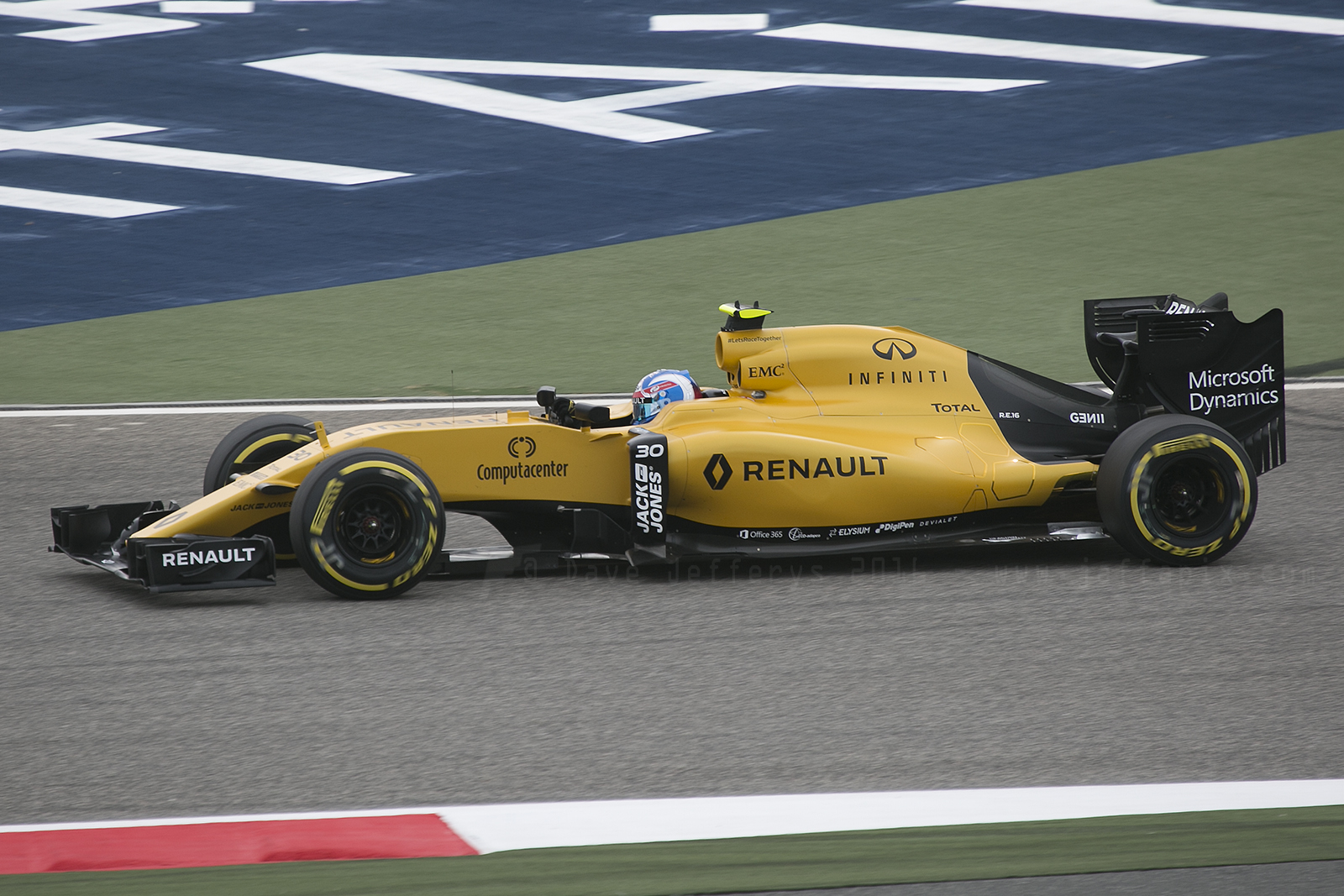
Renault RS16, 9e du championnat du monde des constructeurs en 2016

- 1977 : RS01 (V6 turbocompressé, 1,5 litre), non classé.
- 1978 : RS01 (V6 turbocompressé, 1,5 litre), 12e du championnat des constructeurs (Jean-Pierre Jabouille).
- 1979 : RS10 (V6 turbocompressé, 1,5 litre), 6e du championnat des constructeurs (René Arnoux, Jean-Pierre Jabouille).
- 1980 : RE20 (V6 turbocompressé, 1,5 litre), 4e du championnat des constructeurs (René Arnoux, Jean-Pierre Jabouille).
- 1981 : RS20B et RS30 (V6 turbocompressé, 1,5 litre), 3e du championnat des constructeurs (Alain Prost et René Arnoux).
- 1982 : RE30B (V6 turbocompressé, 1,5 litre), 3e du championnat des constructeurs (Alain Prost et René Arnoux).
- 1983 : RE30B, RE30C et RE40 (V6 turbocompressé, 1,5 litre), 2e du championnat des constructeurs (Alain Prost et Eddie Cheever).
- 1984 : RE50 (V6 turbocompressé, 1,5 litre), 5e du championnat des constructeurs (Derek Warwick et Patrick Tambay).
- 1985 : RE60 (V6 turbocompressé, 1,5 litre), 7e du championnat des constructeurs (Patrick Tambay et Derek Warwick).
- 2002 : R202 (V10, 3 litres), 4e du championnat des constructeurs (Jenson Button, Jarno Trulli).
- 2003 : R23 et R23B (V10, 3 litres), 4e du championnat des constructeurs (Fernando Alonso, Jarno Trulli).
- 2004 : R24 (V10, 3 litres), 3e du championnat des constructeurs (Fernando Alonso, Jarno Trulli).
- 2005 : R25 (V10, 3 litres), champion des constructeurs (Fernando Alonso, Giancarlo Fisichella).
- 2006 : R26 (V8 2,4 litres), champion des constructeurs (Fernando Alonso, Giancarlo Fisichella).
- 2007 : R27 (V8 2,4 litres), 3e du championnat des constructeurs (Heikki Kovalainen, Giancarlo Fisichella).
- 2008 : R28 (V8 2,4 litres), 4e du championnat des constructeurs (Fernando Alonso, Nelsinho Piquet).
- 2009 : R29 (V8 2,4 litres), 8e du championnat des constructeurs (Fernando Alonso).
- 2010 : R30 (V8 2,4 litres), 5e du championnat des constructeurs (Robert Kubica, Vitaly Petrov).
- 2011 : R31 (V8 2,4 litres), 5e du championnat des constructeurs (Vitaly Petrov, Nick Heidfeld, Bruno Senna).

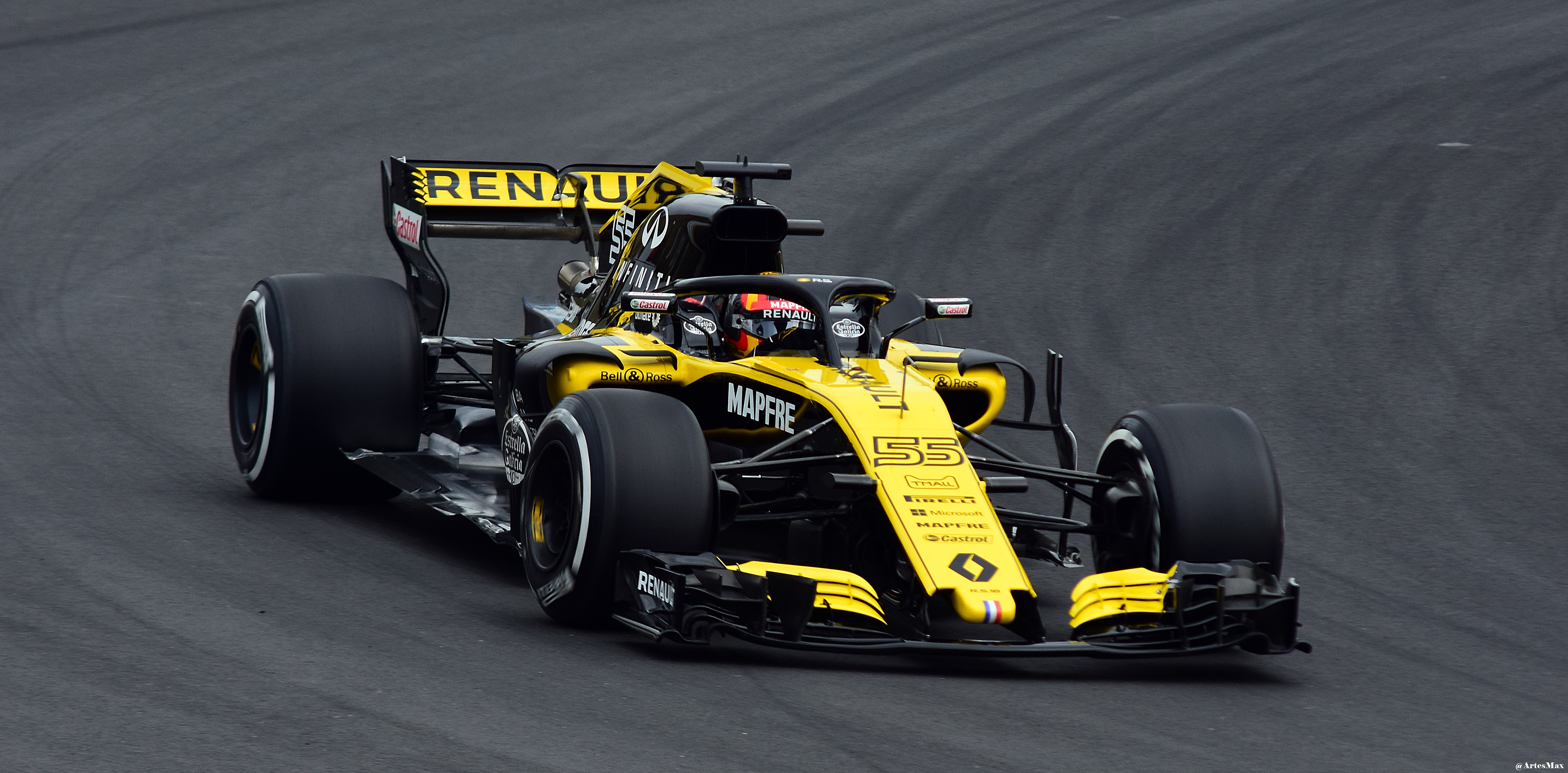
Renault RS18, 4e au championnat du monde des constructeurs en 2018

- 2016 : RS 16 (V6 turbocompressé 1,6 litre et moteur électrique), 9e du championnat des constructeurs (Kevin Magnussen, Jolyon Palmer)
- 2017 : RS 16 (V6 turbocompressé 1,6 litre et moteur électrique), 6e du championnat des constructeurs (Nico Hülkenberg, Jolyon Palmer, Carlos Sainz Jr.)
- 2018 : RS 16 (V6 turbocompressé 1,6 litre et moteur électrique), 4e du championnat des constructeurs (Nico Hülkenberg, Carlos Sainz Jr.)
- 2019 : RS 16 (V6 turbocompressé 1,6 litre et moteur électrique), 5e du championnat des constructeurs (Daniel Ricciardo, Nico Hülkenberg)
- 2020 : RS 16 (V6 turbocompressé 1,6 litre et moteur électrique) (Daniel Ricciardo, Esteban Ocon).

### Simca-Gordini

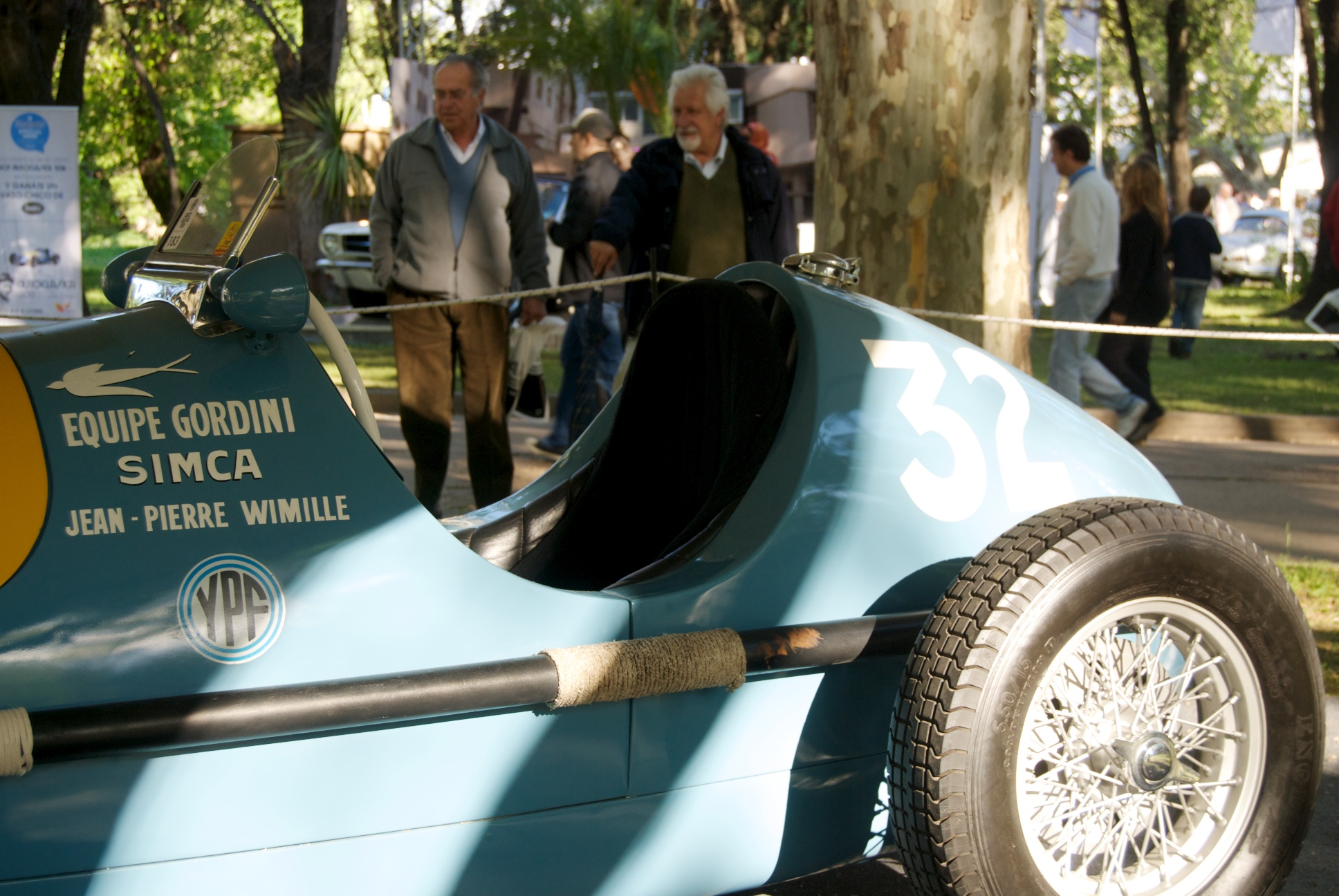
Simca-Gordini T15.

Le constructeur automobile Simca a vu ses monoplaces alignées par l'écurie Gordini exclusivement en 1950 et 1951, puis par Gordini et des écuries privées (Écurie Belge Alfred Dattner, Robert O'Brien, Georges Berger) en 1952 et 1953. Ces monoplaces ont pris le départ de 14 Grands Prix de championnat du monde durant ces quatre saisons,,,. 
- 1948 : Simca-Gordini  T11.
- 1950 : Simca-Gordini  T15 (4 cylindres en ligne suralimentés, 1,5 litre, 175 chevaux), Robert Manzon dans les points.
- 1951 : Simca-Gordini  T15, Simca-Gordini  T11 (4 cylindres en ligne, 1,5 litre).
- 1952 : Simca-Gordini  T15, Simca-Gordini  T11.
- 1953 : Simca-Gordini  T15.

### Talbot-Darracq

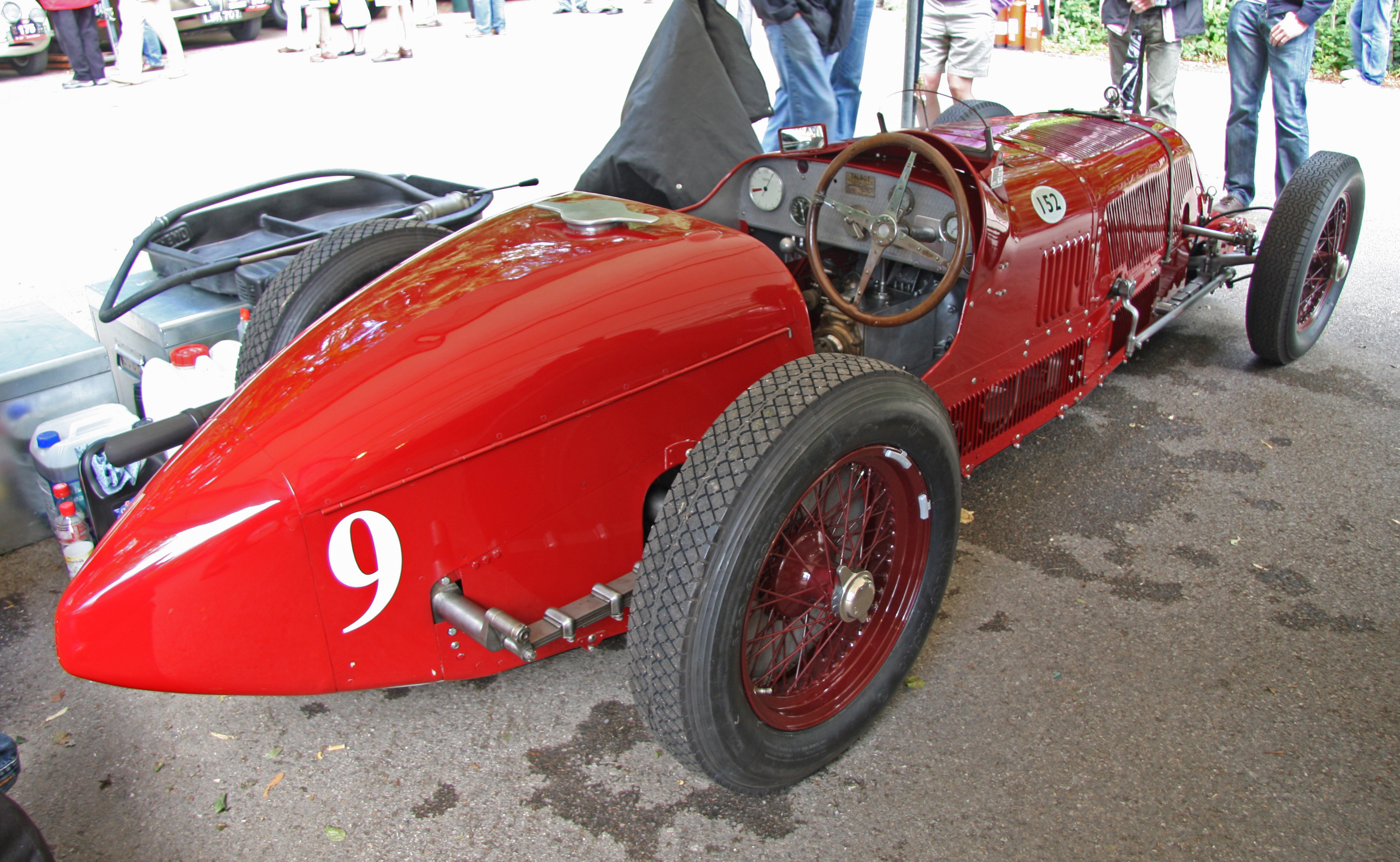
Talbot-Darracq 700.

Une monoplace du constructeur Darracq, la Talbot-Darracq 700, motorisée par un bloc Talbot, a été fournie à l'écurie Enrico Platé en 1950. Engagés au Grand Prix d'Italie, aucun de ses deux pilotes désignés (Luigi Platé et Franco Bordoni) n'a finalement pris le départ. 
- 1950 : Talbot-Darracq 700 (8 cylindres en ligne suralimentés, 1,5 litre)[29].

### Talbot Lago

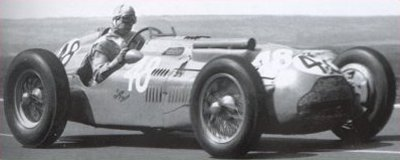
Talbot Lago T26C, première voiture française à disputer le championnat du monde de Formule 1

Le constructeur automobile Talbot a vu ses monoplaces alignées par des écuries privées au départ de dix Grands Prix du championnat du monde de Formule 1, durant deux saisons.   
- 1950 : T26C-DA, T26C, T26C-GS (6 cylindres en ligne, 4,5 litres), Louis Rosier,  Louis Chiron, Yves Giraud-Cabantous, Raymond Sommer, Philippe Étancelin et Eugène Chaboud classés dans les points
- 1951 : T26C-DA, T26C, T26C-GS (6 cylindres en ligne, 4,5 litres),  Louis Rosier et  Yves Giraud-Cabantous dans les points.

La puissance du moteur de la T26C est estimée entre 260 et 280 chevaux.

### Venturi

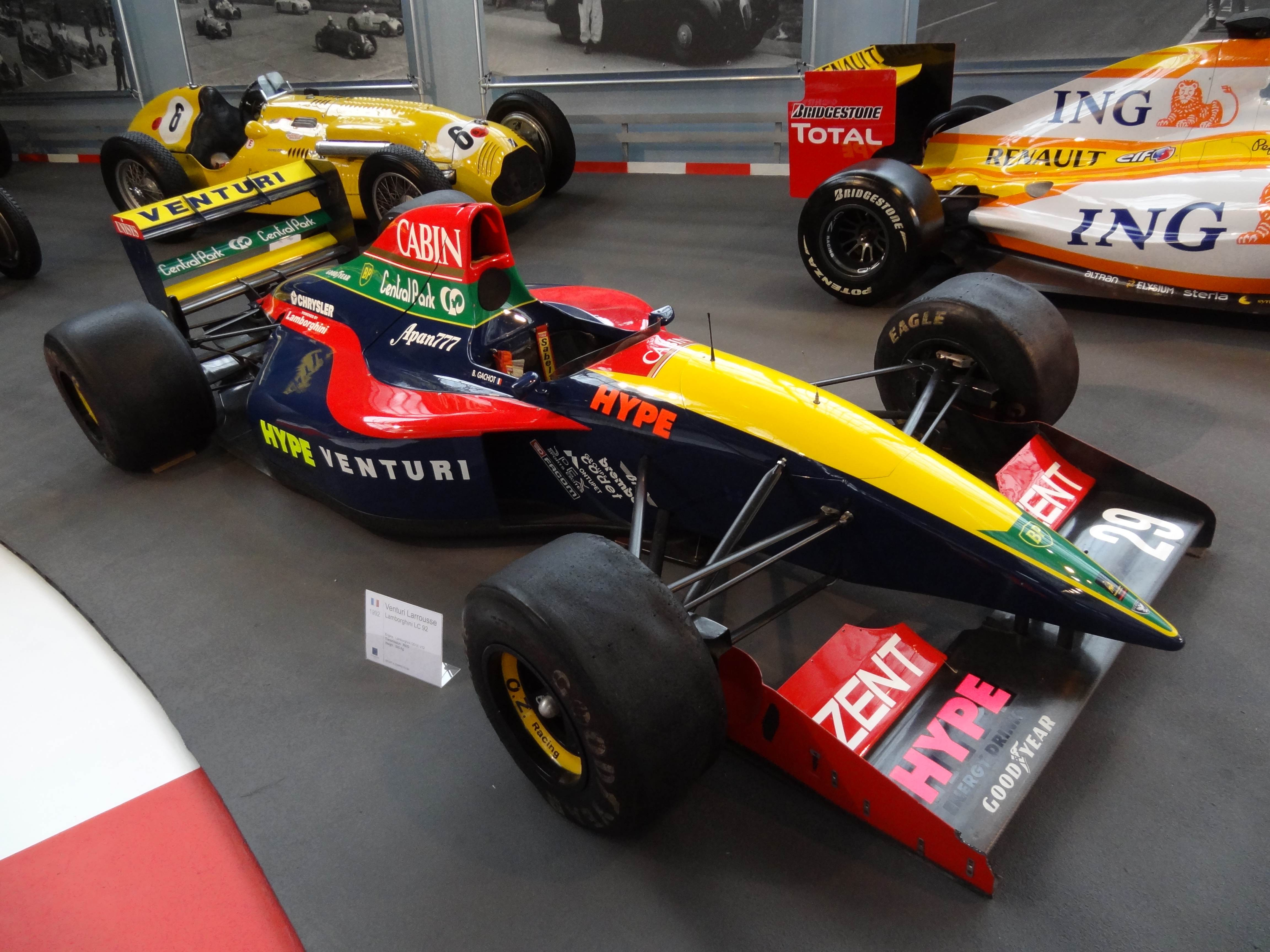
Venturi LC92 à moteur Lamborghini (1992)

En 1992, le constructeur français de voitures de sport Venturi Automobiles signe un partenariat avec l'écurie Larrousse, mise en redressement judiciaire, pour créer la structure Venturi-Larrousse destinée à la Formule 1 et contrôlée à 65 % par Venturi. 
Une nouvelle organisation technique est mise en place, la base de Signes prépare les voitures tandis que la base anglaise Larrousse UK devient un véritable bureau d'études dédié à l'élaboration des châssis Venturi. En 1993, Larrousse continue seul l'aventure en Formule 1.
- 1992 : Venturi LC92 (Lamborghini V12, 3,5 litres) 13e du championnat des constructeurs (Bertrand Gachot)[33].